# الدول المشاركة في الحرب العالمية الثانية
الحرب العالمية الثانية هي نزاع دولي مدمر بدأ في الأول من سبتمبر 1939 في أوروبا وانتهى في الثاني من سبتمبر 1945، شاركت فيه الغالبية العظمى من دول العالم، في حلفين رئيسيين هما: قوات الحلفاء ودول المحور.

## تمهيد
- في جانب الحلفاء: 50 دولة (منها 18 دولة خاضت معارك الحرب).
- في جانب المحور: 9 دول (منها 7 دول خاضت المعارك).
- الإجمالي: 59 دولة (منها 24 دولة خاضت المعارك).

وتنتمي الدول المشاركة في الحرب إلى قارات العالم الست.

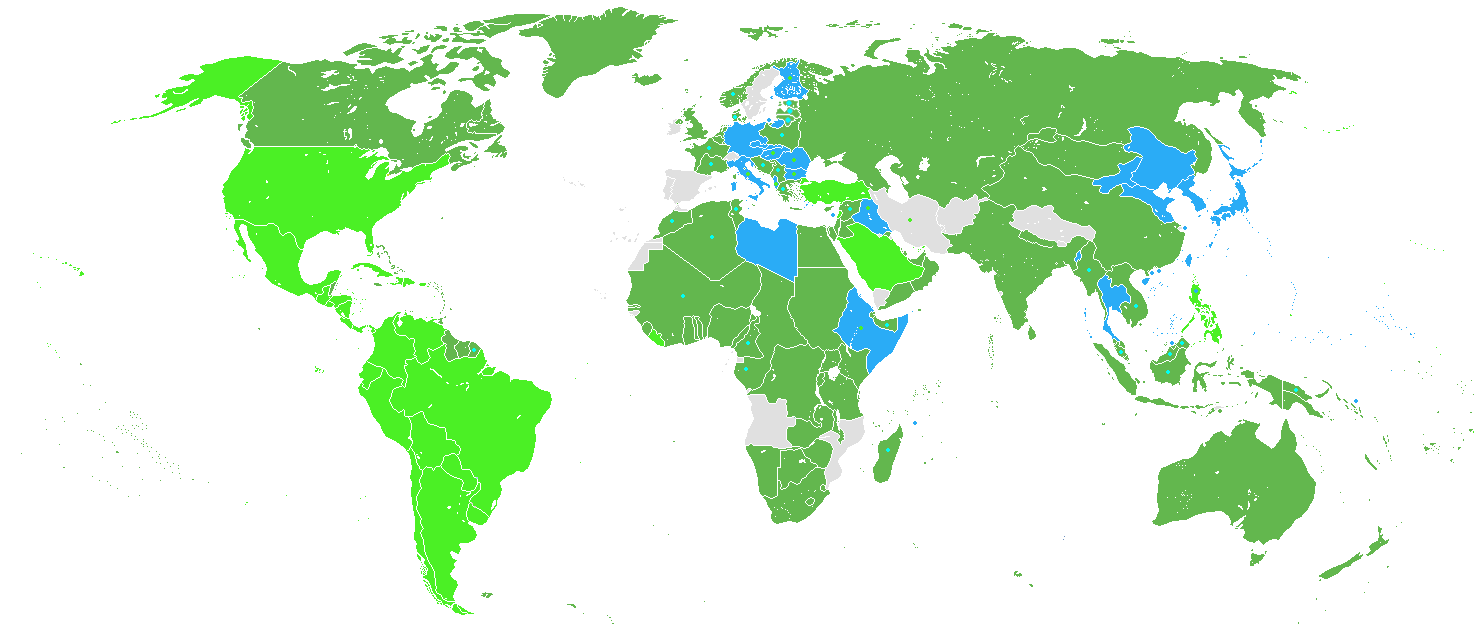
قوات الحلفاء
قوات الحلفاء بعد الهجوم على بيرل هاربر
دول المحور
الدول المحايدة

## الدول المشاركة
يوجد في القائمة 117 دولة. 62 شاركت بشكل مباشر، والبقية شاركت بشكل غير مباشر، إما من خلال إرسال جنود للقتال في صفوف أحد الطرفين دون إعلان الحرب على الطرف الآخر (مثل إسبانيا)، أو أن تستغل أراضيها لصالح أحد الأطراف (مثل الدول العربية)، أو بعدة طرق أخرى.

### ألبانيا

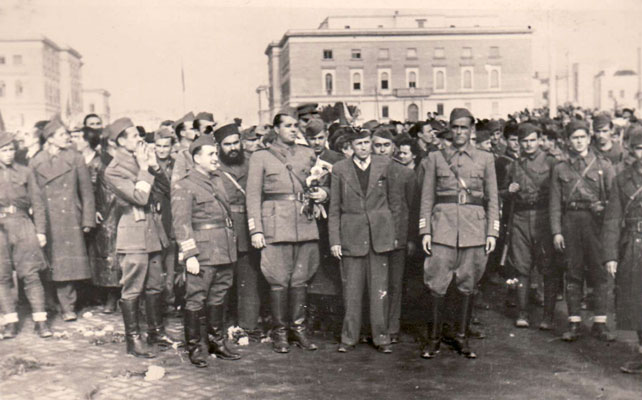
الثوار الألبانيون مع الزعيم أنور خوجة في السينتر، بعد تحرير تيرانا في 17 نوفمبرمن عام عام 1944.

بعد الغزو الإيطالي لألبانيا في أبريل عام 1939، أُرسِل حَوالي 100.000 من الجُنودِ الإيطَّاليين و11.000 من المُسْتعمِرين والمُسْتوطِنين الإيطاليين الذّين أرادُوا دمج ألبَانيا في إمبراطورية إيطاليا الاسْتعمارية ولإستقرار البلاد. في البداية كان الحزب الفَاشي الألباني قد تلقى الدعم مِن سُكان البِلاد، وهذا بسبب توحيد كُوسوفو الألبَانية التي يسكُنها الألبانيون بعد غزو يوغوسْلافيا واليونّان من طرف دول المِحور في رَبيع عَام 1941.

### ساموا الأمريكية
ساموا الأمريكية هي إحدى الأراضي الأمريكية، التي إتخدتها البحرية الأمريكية قاعدة لها من أجل استخدامها خلال الحرب.

### الأرجنتين
خلال فترة الحرب العالمية الثانية، كان يحكم الأرجنتين ائتلاف من السياسيين المحافظين، والاشتراكيين المستقلين (بالإسبانية: La Concordancia)، حتى عام 1943. حيث كان العديد من الأرجنتينيون يعتبرون الحرب على أنها مصدر محتمل من أجل المنفعة الاقتصادية، من خلال تصدير المؤن إلى ومن الجانبين المتحالفين. وبعد انضمام الأرجنتين إلى بلدان أخرى في أمريكا اللاتينية، أعلنت الحرب على ألمانيا واليابان، وهذا قبل شهر من انتهاء الحرب في أوروبا (27 مارس 1945).
فقد قتل خلال الحرب أكثر من 750 من الأرجنتينيين المتطوعين في القوات الجوية بكل من بريطانيا وجنوب أفريقيا وكندا. ومقل 164 (أرجنتيني-بريطاني) في سرب سلاح الجو الملكي البريطاني بكل من شمال فرنسا وبلجيكا. وما يقرب من 4000 أرجنيني متطوع قاتلوا في صفوف الحلفاء.

### أستراليا
في الثالث من سبتمبر عام 1939 كانت أستراليا من بين أوائل الدول التي أعلنت أنها في حالة حرب مع ألمانيا. واعتبر رئيس الوزراء آنذاك روبرت مينزيس، أن الإعلان البريطاني يشمل أستراليا قانونًا، وأعلن حالة الحرب بين أستراليا وألمانيا كنتيجة مباشرة من الإعلان البريطاني.
خدم أكثر من مليون أسترالي في الحرب من إجمالي عدد السكان البالغ حوالي سبعة ملايين.
على الرغم من عدم استعدادها للحرب، إلا أن الحكومة الأسترالية سرعان ما أرسلت أسرابًا وأفرادًا للخدمة مع سلاح الجو الملكي. بدأت البحرية الملكية الأسترالية (RAN) عملياتها ضد إيطاليا في يونيو 1940. وفي وقت لاحق من ذلك العام، دخل الجيش الأسترالي حملة شمال أفريقيا وقاتل في اليونان. عملت الغواصات الألمانية والسفن المهاجمة في المياه الأسترالية طوال الحرب. بعد اندلاع الأعمال العدائية مع اليابان في أواخر عام 1941، شنت الطائرات اليابانية هجومًا بالقنابل على داروين في فبراير، وغارات جوية أصغر على أستراليا.
خلال الفترة المتبقية من الحرب، تركز المجهود الحربي الأسترالي في جنوب شرق آسيا ومنطقة جنوب غرب المحيط الهادئ: شاركوا من يناير 1942 في مالايا وجزر الهند الشرقية الهولندية وإقليم غينيا الجديدة الأسترالي. خلال منتصف عام 1942، قاتلت قوات الميليشيا في حملة كوكودا تراك، وبدأت حملة غينيا الجديدة في جذب انتباه معظم القوات المسلحة الأسترالية حتى عام 1945.

### مصر
مصر كانت تحت احتلال المملكة المتحدة بعد اندلاع الحرب العالمية الثانية وذلك لحماية طرق المملكة المتحدة الهند ومستعمرتها وقد اندلعت في مصر حرب العلمين الاولي والثانية بين القوات الايطالية والحلفاء في الصحراء المصرية وانتهت بفوز الحلفاء وانسحاب القوات الايطالية المتركزة في ليبيا

### العراق
حاربت القوات العراقية بقيادة رئيس الوزراء العراقي في العهد الملكي العراقي رشيد عالي الكيلاني الإنزالات البريطانية في البصرة، وقد حظي تحرّك الكيلاني بدعم ألماني لاحقا. ويعتبر العراق البلد الوحيد من دول المنطقة الذي قاتل إلى جانب ألمانيا.[بحاجة لمصدر]

### المغرب
كان المغرب محتلا من طرف فرنسا فكان العديد من المغاربة يحاربون في الصفوف الأولى من الجيش الفرنسي.

### السعودية
كانت السعودية في وضع الحياد حتى مارس 1945 أعلنت المملكة العربية السعودية الحرب على دول المحور

### سوريا
كانت سوريا تحت السيطرة الفرنسية طوال الحرب. بعد الاستسلام الفرنسي عام 1940، كانت حكومة فيشي دمية في يد النظام النازي.
خشي ونستون تشرشل من أن ألمانيا قد تستخدم سوريا لتهديد إمدادات النفط العراقية لبريطانيا. يبدو أن هذا تم إثباته عندما قام لافتواف بتزويد الرحلات الجوية للنظام العراقي الموالي لألمانيا (تحت حكم رشيد علي) بالوقود في دمشق.
في يونيو 1941، غزت القوات البريطانية والقوات الفرنسية الحرة سوريا وبعد تقديم معارضة فعالة، استسلمت قوات فيشي في يوليو 1941.
واستمر الاحتلال البريطاني حتى نهاية الحرب. سارت سوريا تدريجياً على طريق الاستقلال خلال فترة الاحتلال. تم إعلان الاستقلال عام 1944؛ وفي أكتوبر 1945، اعترفت الأمم المتحدة بالجمهورية السورية. أصبحت دولة ذات سيادة بحكم الواقع في 17 أبريل 1946 مع انسحاب القوات الفرنسية.

### تركيا
كانت تركيا محايدة حتى عدة أشهر قبل نهاية الحرب، وعندها انضمت إلى قوات الحلفاء.
وقعت تركيا قبل اندلاع الحرب اتفاقية المساعدة المتبادلة مع فرنسا وبريطانيا في عام 1939. ولكن بعد الغزو الألماني لفرنسا، ظلت تركيا محايدة، معتمدةً على بند يعفيها إذا كان العمل العسكري قد يؤدي إلى صراع مع الاتحاد السوفيتي، خافت تركيا بعد تقسيم بولندا، حيث كانت تراقيا الشرقية بما في ذلك اسطنبول والأراضي الحدودية القوقازية معرضة بشكل خاص لهجوم سوفييتي محتمل.
في يونيو 1941، بعد أن انضمت بلغاريا الحدودية مع تركيا إلى المحور وسمحت لألمانيا بتحريك القوات لغزو يوغسلافيا واليونان، وقعت تركيا معاهدة صداقة مع ألمانيا.
كانت تركيا منتجًا مهمًا للكروميت، وهو مكون رئيسي في صناعة الفولاذ المقاوم للصدأ والطوب المقاوم للصهر، وكان وصول ألمانيا إليه محدودًا. كانت القضية الرئيسية في مفاوضات تركيا مع كلا الجانبين هي بيع الكروميت لألمانيا أو للحلفاء. كان لدى الحلفاء إمكانية الوصول إلى مصادر أخرى واشتروا الكروميت بشكل أساسي من أجل منع بيعه إلى ألمانيا. أوقفت تركيا مبيعاتها لألمانيا في أبريل 1944 وقطعت العلاقات في أغسطس. أعلنت تركيا الحرب على دول المحور في فبراير 1945، بعد أن وجه الحلفاء دعوتهم للاجتماع الافتتاحي للأمم المتحدة (جنبًا إلى جنب مع دعوات من عدة دول أخرى) بشرط القتال الكامل. مع ذلك لم تشهد أي قوات تركية قتالًا على الإطلاق.

### الجزائر
كانت الجزائر مستعمرة فرنسية تعاني المشروع الاستطاني. كما كانت بعداً استراتجياً لفرنسا والحلفاء فهي بذلك لم تكن بمعزل عن الحرب العالمية الثانية فقد اقحمت في هذا الصراع وسخرت امكانياتها المادية والبشرية. وانعكس ذلك على وضع الجزائريين اجتماعياً واقتصادياً فقد كان الجزائريون يعملون طول الوقت في المناجم والوحدات الصناعية لتوفير الذخيرة والقوى المحركة للآليات العسكرية لجيش فرنسا.

### اليمن
اتبعت المملكة المتوكلية اليمنية، التي احتلت الجزء الشمالي من اليمن الحديث، سياسة خارجية انعزالية في عهد الملك يحيى حميد الدين إذ إنها شكلت تحالفا مع إيطاليا في عام 1936، كما انه كانت المملكة المتوكلية اليمنية قد بعثت بسفير لها إلى اليابان وهما سيف الإسلام الأمير الحسين بن الامام يحيى والسيد حسين الكبسي وذلك في 1940 ثم عاد سيف الإسلام الحسين إلى اليمن لياخذ موافقة الامام يحيى على اتفاقيات سياسية وصناعية وسياسية واقتصادية بين اليمن واليابان. ولكن اليابان اعلنت الحرب على الحلفاء فظلت اليمن بعد ذلك محايدةً طوال فترة الحرب. وكان الجزء الجنوبي من اليمن الحديث، والمعروف باسم محمية عدن، تحت السيطرة البريطانية.